# Perry Bräutigam
Perry Bräutigam (* 28. März 1963 in Altenburg) ist ein ehemaliger deutscher Fußballtorwart und -trainer. Er spielte in der DDR-Ober- sowie in der Bundesliga und absolvierte drei Partien für die DDR-Nationalelf.

## Sportliche Laufbahn
Perry Bräutigam spielte in der Jugend, unterbrochen von einem einjährigen Abstecher zum  1. FC Lokomotive Leipzig, eine Dekade bei der BSG Motor Altenburg. Bei seiner Heimat-BSG wurde der Torwart in der Saison 1981/82 bereits als 18-Jähriger in der Männerelf in der zweitklassigen Liga in allen 22 Partien eingesetzt. 1982 wechselte er zum FC Carl Zeiss Jena und für den Wechsel aus dem Bezirk Leipzig in den Bezirk Gera nahm er bereitwillig eine Strafe des Fußballverbands der DDR in Kauf, die von zunächst einem Jahr später auf sieben Monate reduziert wurde. Noch ohne Erstligaeinsätze für die Jenaer wurde das 1,89 Meter große Torwarttalent in der 2. Jahreshälfte zweimal in der U-21-Auswahl des DFV eingesetzt.
In Jena rückte er in der Spielzeit 1984/85 zum Stammtorhüter des Oberligakaders auf und absolvierte als Nachfolger von Hans-Ulrich Grapenthin 163 Oberliga-Einsätze bis zur Auflösung dieser Spielklasse. Bräutigam kam im UEFA-Pokal 1986/87 zu seinen ersten beiden Einsätzen in einem internationalen Wettbewerb und bestritt nach dem FDGB-Pokalfinalteilnahme 1988 im Europapokal der Pokalsieger 1988/89 vier weitere Einsätze.
Am 25. Oktober 1989 debütierte Bräutigam gegen Malta in der Fußballnationalmannschaft der DDR, für die er bis 1990 insgesamt dreimal auflief. Im Dezember 1990 stand er im Aufgebot des ersten Länderspiels der gesamtdeutschen Nationalmannschaft gegen die Schweiz, jedoch ohne zum Einsatz zu kommen. In der letzten eigenständigen Saison des ostdeutschen Erstligafußballs verpasste Bräutigam mit Jena den Sprung in die gesamtdeutsche 1. Bundesliga und absolvierte somit bis 1994 insgesamt 115 Zweitligaeinsätze für Carl Zeiss.
Mit dem Abstieg Jenas in die Regionalliga 1994 wechselte Bräutigam zum damaligen Zweitligisten 1. FC Nürnberg, für den er 34 weitere Einsätze in der 2. Bundesliga absolvierte, und schloss sich 1995 dem Erstligaaufsteiger Hansa Rostock an. In Rostock verdrängte Bräutigam Daniel Hoffmann und Jens Kunath als Stammtorhüter, bis er ab 1997 selbst Konkurrenz durch Martin Pieckenhagen bekam, der ihn ab 2000 endgültig aus dem Hansa-Tor verdrängte. Nach 104 Bundesligaspielen für Hansa beendete Bräutigam 2002 seine aktive Karriere.

## Berufliche Laufbahn
Nach seiner aktiven Karriere wurde Bräutigam Torwarttrainer bei Hansa Rostock, wo er unter anderem Jörg Hahnel, Axel Keller, Daniel Klewer, Mathias Schober und Stefan Wächter trainierte.
Als Torwarttrainer von Hansa Rostock galt Bräutigam zwischenzeitlich auch als Standby-Profi, so dass er am 9. Dezember 2007 aufgrund einer Erkrankung von Torhüter Stefan Wächter und der Nichtberücksichtigung des dritten Torhüters Patric Klandt im Bundesligaspiel gegen Bayer 04 Leverkusen zum Auswechselkontingent der Hanseaten zählte und infolge einer langfristigen Verletzung Wächters im Sommer 2008 neben Jörg Hahnel und Kenneth Kronholm als dritter Torhüter zur Verfügung stand. Dennoch endete seine Anstellung in Rostock im Juni 2009 und er wechselte als Torwarttrainer zum neu gegründeten Verein RB Leipzig. Im Juli 2015 besetzte Sportdirektor Ralf Rangnick den kompletten Trainerstab neu. Bräutigam fungierte zunächst als Torwartscout und dann als Clubrepräsentant.

## Privates
Im September 2018 heiratete Bräutigam seine langjährige Freundin.

## Trivia
Am 7. Oktober 2019 nahm er an einem Legendenspiel zwischen Deutschland und Italien in Fürth als Torwart neben Roman Weidenfeller teil.